# Perotis unicolor
Perotis unicolor es una especie de escarabajo barrenador metálico del género Perotis, categorizada en la tribu Dicercini, de la subfamilia Chrysochroinae. Fue descrita científicamente por Guillaume-Antoine Olivier en 1790.

## Descripción
Mide 21 milímetros de longitud.

## Distribución
Se distribuye por Marruecos, en la ciudad de Marrakech.